# Linnéaholm

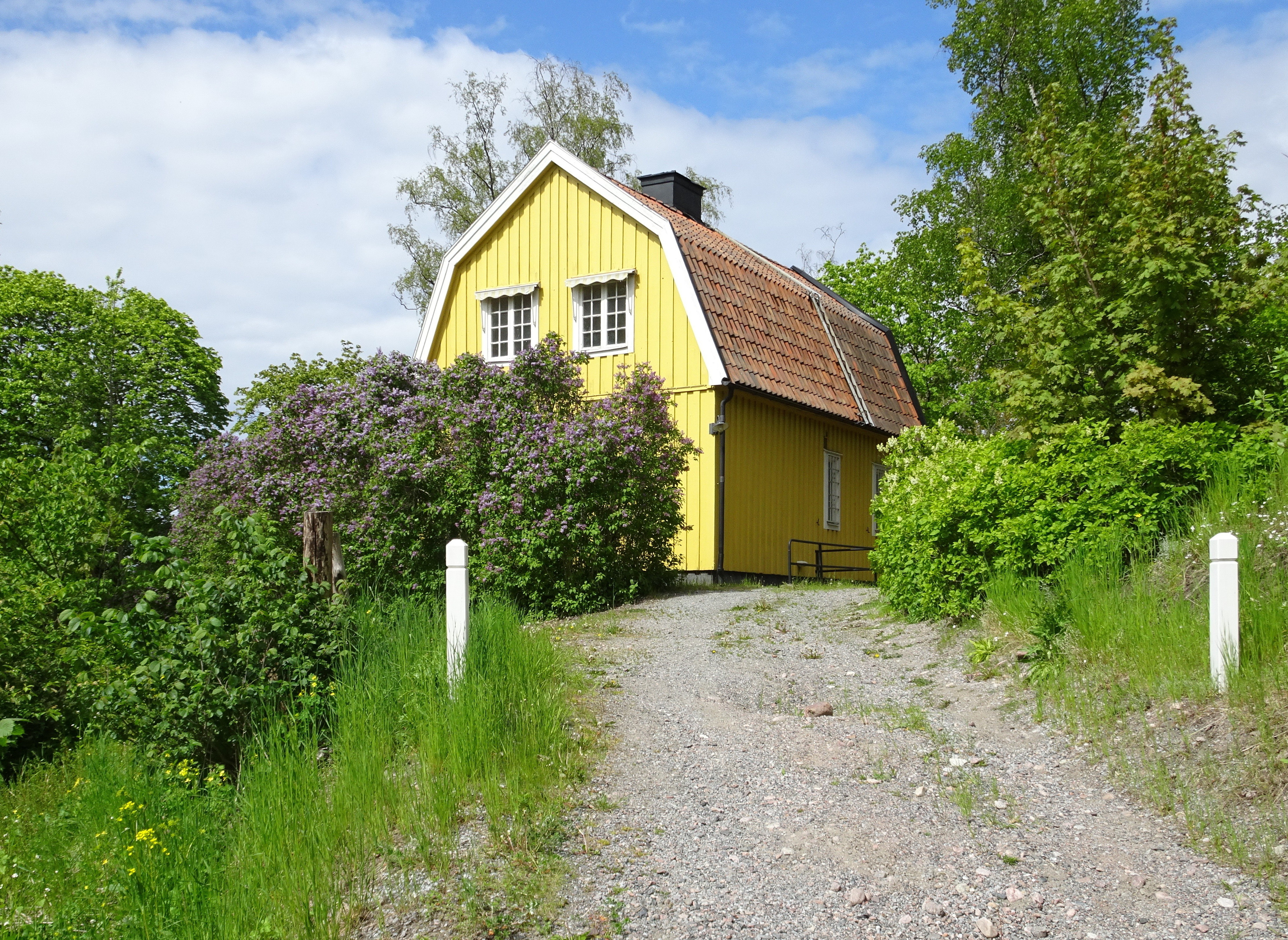
Östra Linnéaholm, maj 2020.

Linnéaholm är namnet på en kulturhistoriskt värdefull byggnad vid Lings väg intill norra Brunnsviken i stadsdelen Haga, Solna kommun.

## Historik

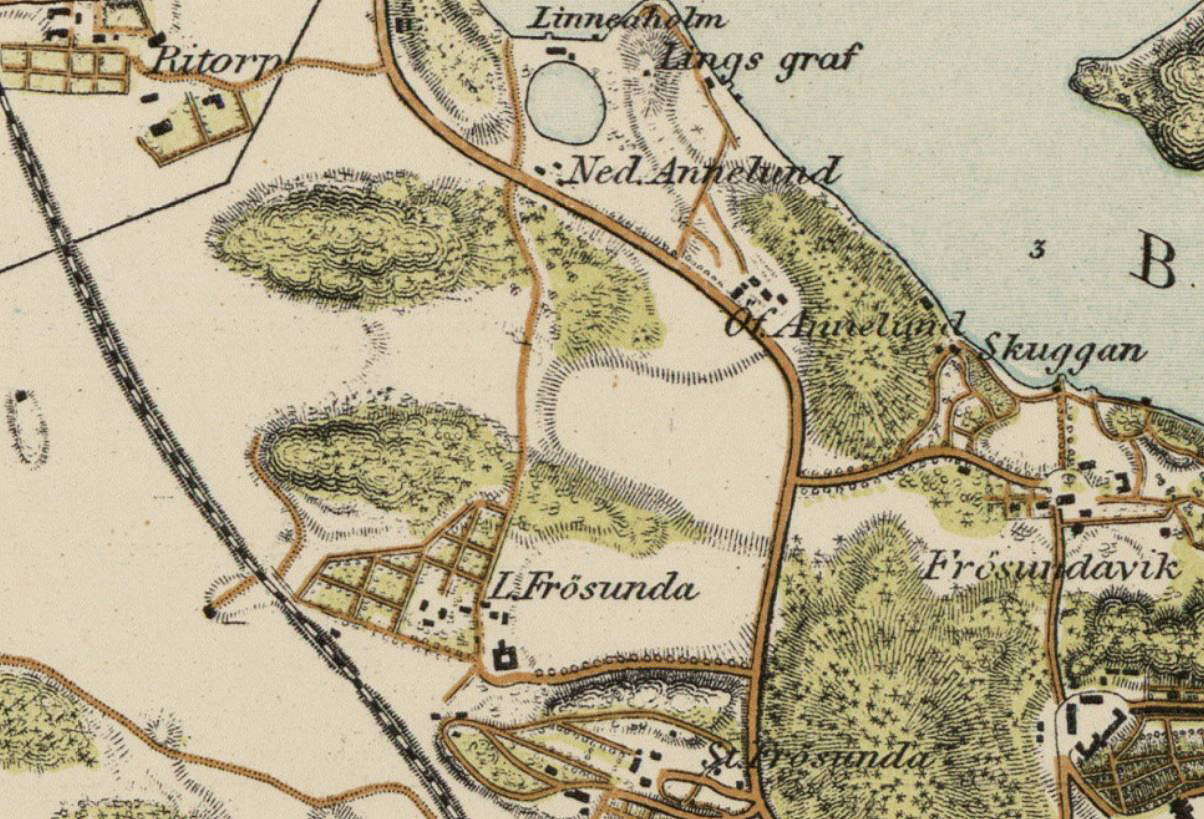
Linnéaholm med omgivning 1861.

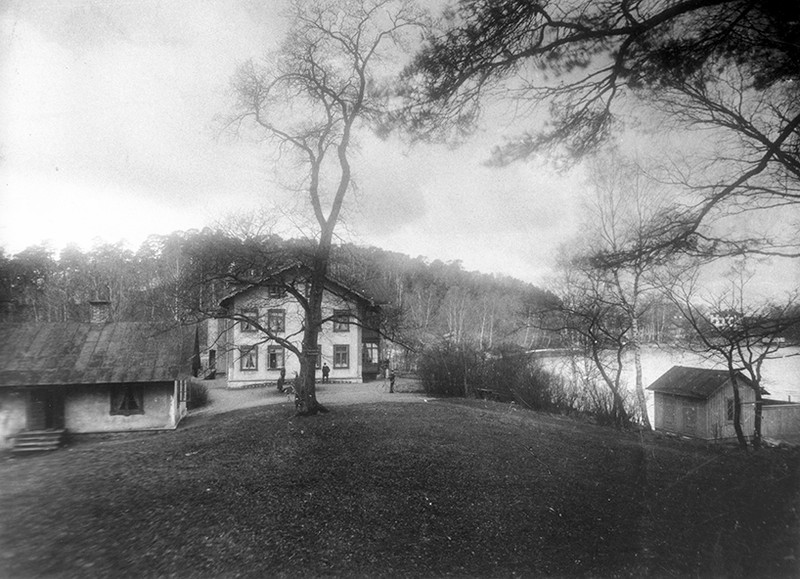
Västra / Stora Linnéaholm omkring 1900.

Linnéaholm var ursprungligen ett 1700-talstorp under Lilla Frösunda. När torpet Annelund avstyckades från Lilla Frösunda 1806 följde Linnéaholm med och lydde därefter under Annelund som ägdes efter 1822 av ”den svenska gymnastikens fader”, Pehr Henrik Ling. Linnéaholm kom då att ligga alldeles intill Lings kulle, där Ling 1823 lät anlägga familjens privata begravningsplats och där han själv fann sin sista vila 1839. 
År 1887 avstyckades Linnéaholm till en egen fastighet som var bebyggd med Västra Linnéaholm (eller Stora Linnéaholm) en putsad stenbyggnad från före 1898 och en låg förrådsbyggnad. Fastigheten köptes 1905 av svenska staten för att ingå i det militära övningsområdet Järvafältet. 1922 flyttade Svea ingenjörkår till Frösundaviksområdet och på Linnéaholm tillkom ytterligare en byggnad, Östra Linnéaholm, som blev underofficersvilla. Den lilla, gulmålade villan i nationalromantisk stil ritades av arkitekt Erik Josephson. Även spegeldammen söder om husen, som sannolikt varit en åsgrop, grävdes ut och fördjupades då. 
År 1985 köptes Linnéaholm av Solna kommun, som samma år sålde det vidare till Scandinavian Airlines som då höll på att etablera sin koncernbyggnad i Frösundavik. SAS lät ändra användningen från bostad till kontor omkring 1998, då revs även Västra Linnéaholm. Östra Linnéaholm och förrådsbyggnaden blev q-märkta på kommunens detaljplan från 1985.
År 2016 förvärvades SAS koncernbyggnad i Frösundavik tillsammans med hela fastigheten (Solna Haga 2:8) av fastighetsbolaget Mengus. Till fastigheten hör även Annelunds gård och Linnéaholm. Lings kulle ligger också här, dock som egen fastighet. Området klassas av Solna som naturpark. Kommunen har planer på att Annelund blir centralpunkt i Frösundaviks utveckling för ett ökat friluftsliv där även Linnéaholm ingår. En principöverenskommelse med Mengus beslutades i kommunstyrelsen den 25 mars 2019.

## Nutida bilder

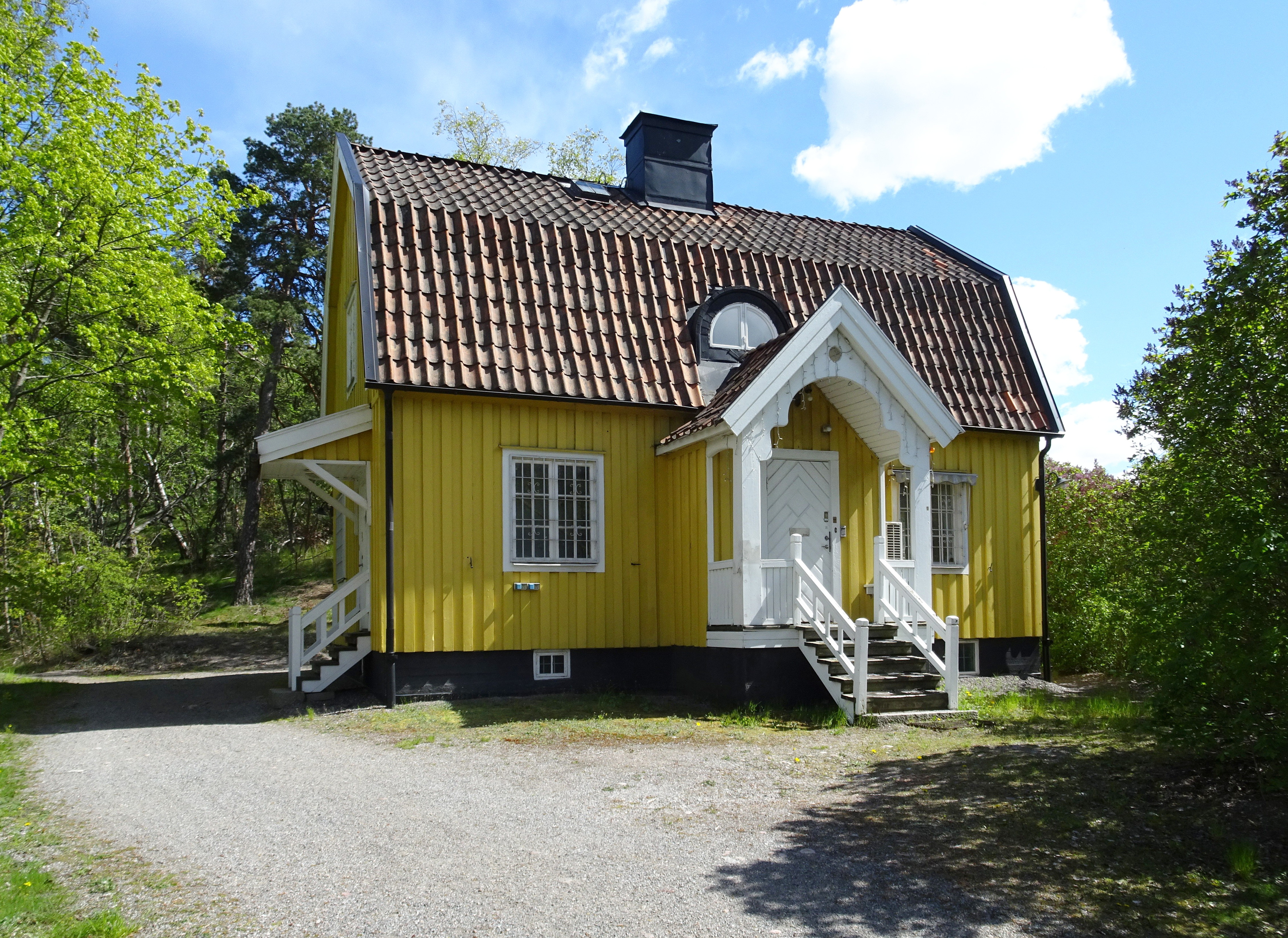
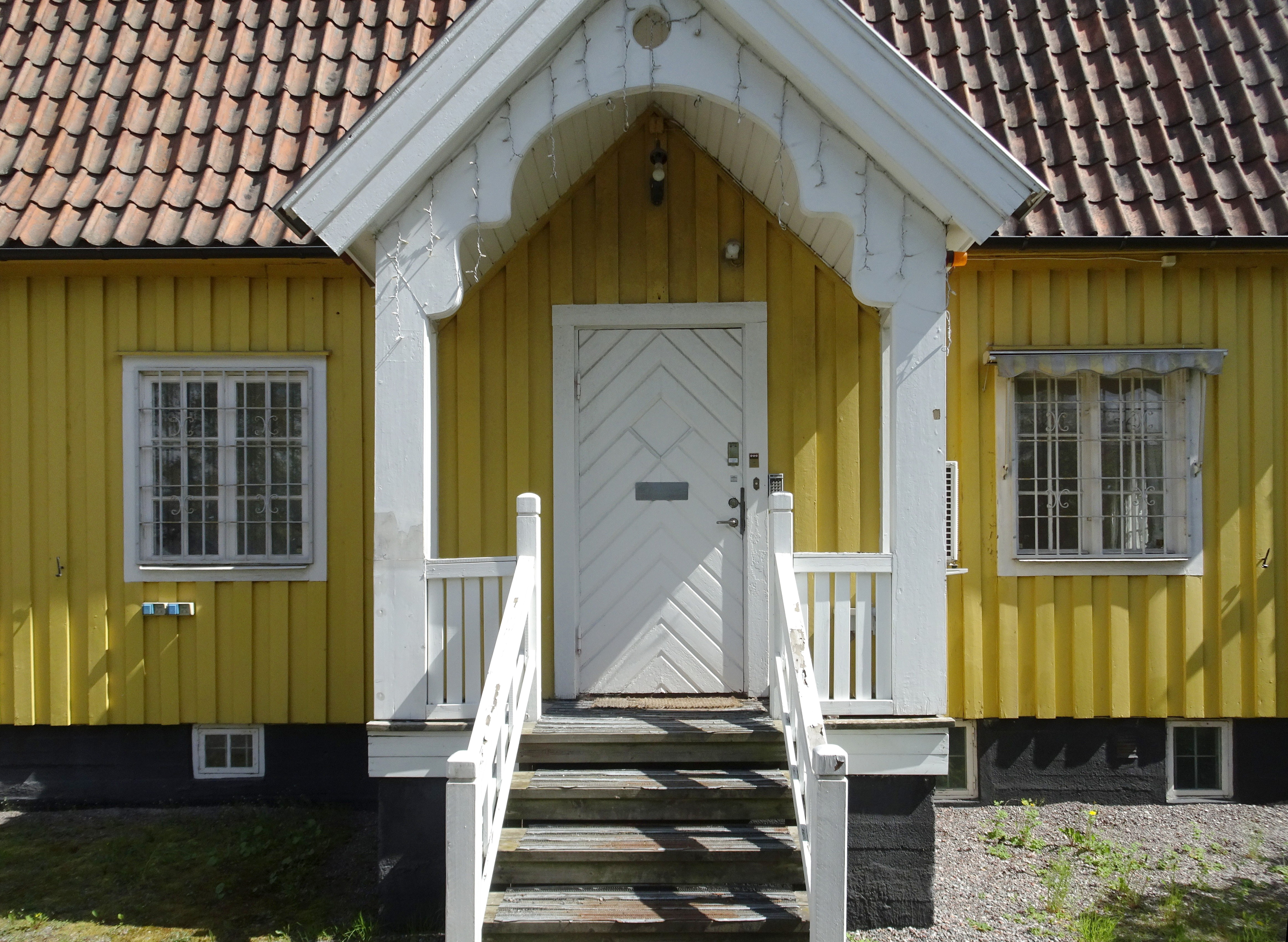
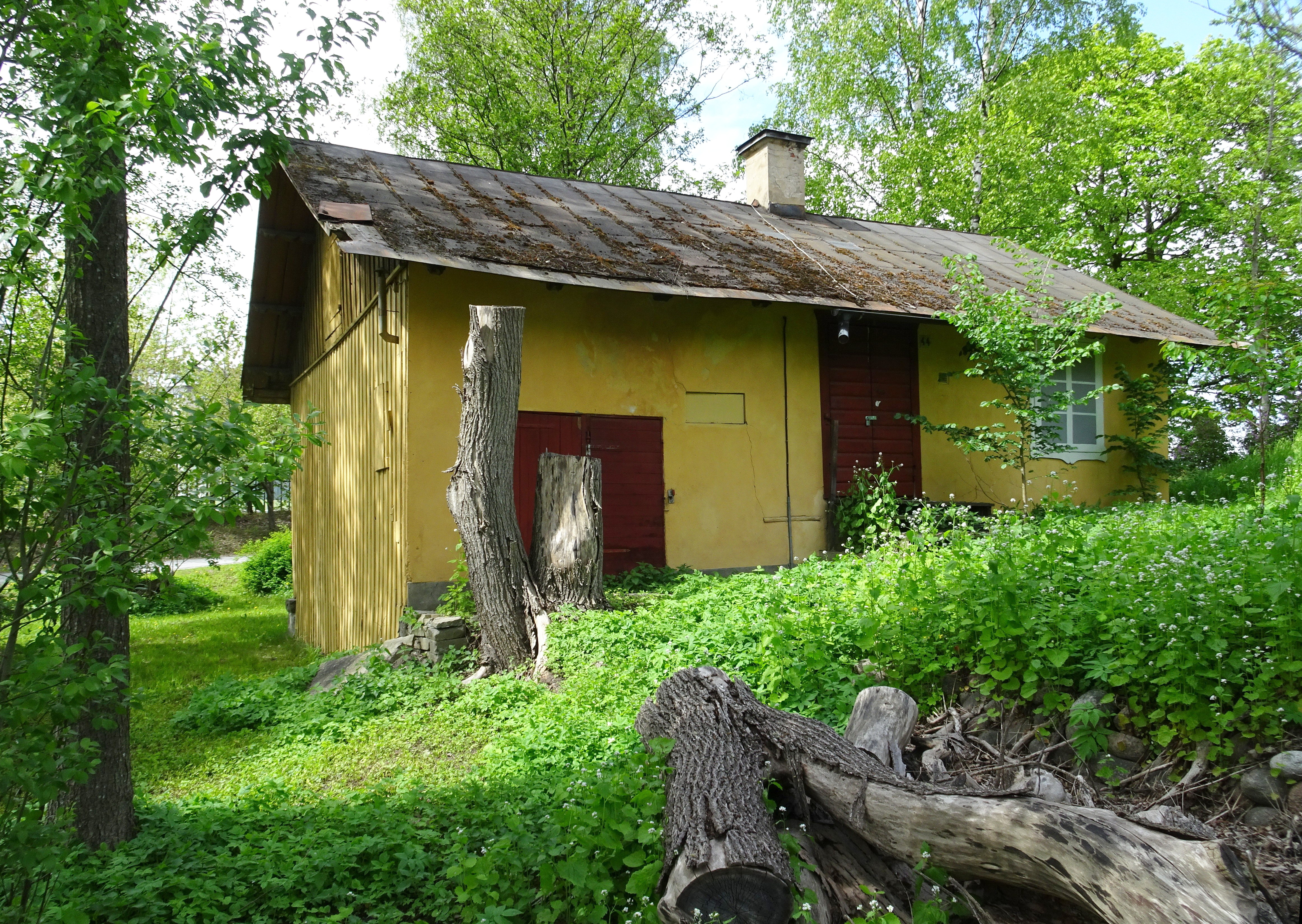
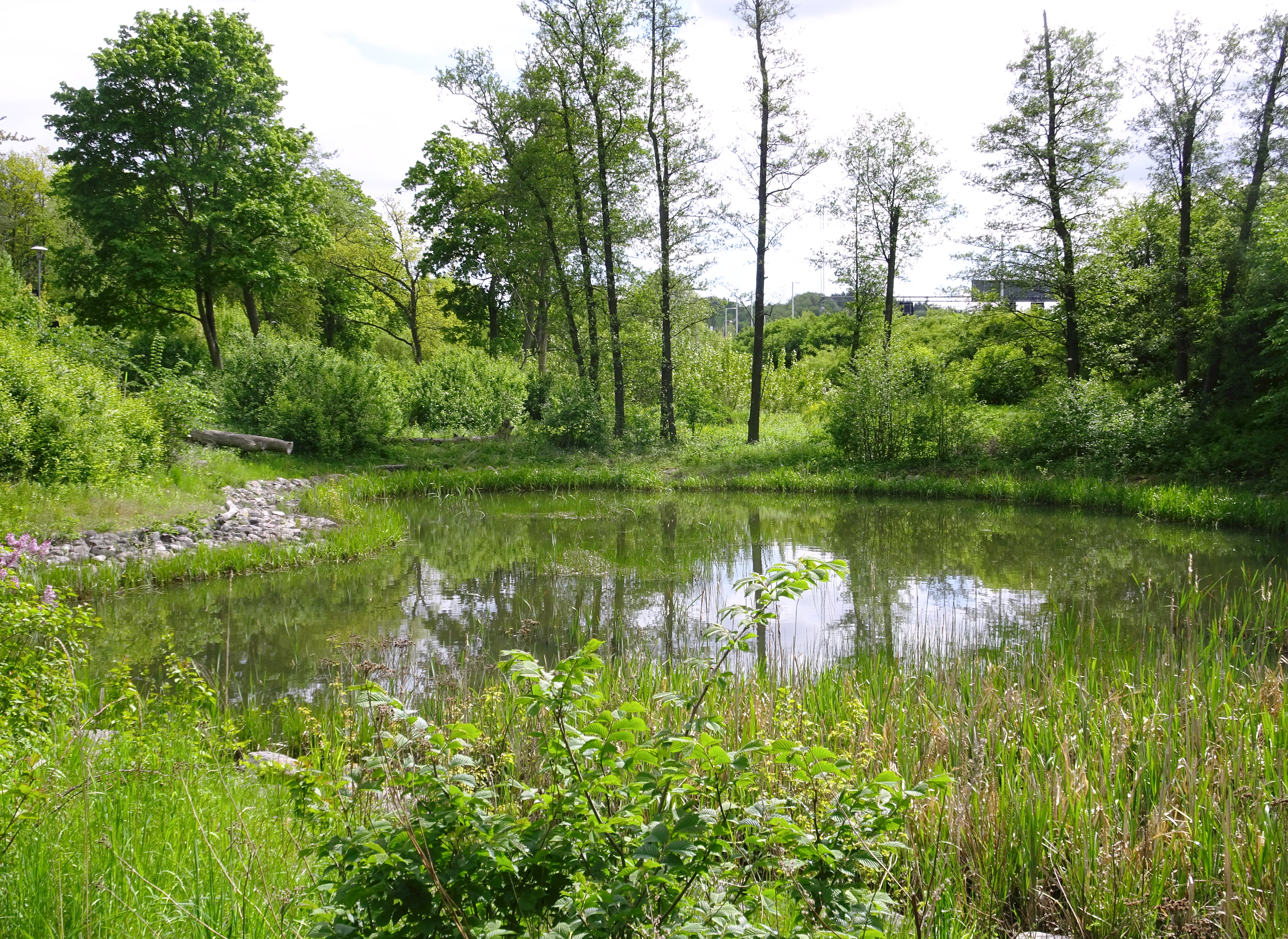